# Jan Oklejewicz
Jan Leon Oklejewicz (ur. 13 maja 1951 w Sanoku) – polski polityk.

## Życiorys
Urodził się 13 maja 1951 w Sanoku. Syn Henryka (mistrz sztuki drukarskiej), brat Adama i Piotra. 
Z zawodu ekonomista. Został działaczem PZPR. 25 lipca 1975 został wybrany przewodniczącym Zarządu Miejskiego Związku Młodzieży Socjalistycznej w Sanoku zastępując na tym stanowisku Jerzego Pawliszewskiego. Był członkiem Miejskiego Komitetu Frontu Jedności Narodu w Sanoku. W 1978 został wybrany członkiem Miejskiego Komitetu Kontroli Społecznej (MKKS). Do stycznia zasiadał w składzie Komitetu Kontroli Społecznej. Był I sekretarzem Komitetu Gminnego w Sanoku, ponownie wybrany w grudniu 1983. Jako I sekretarz KG PZPR był wybierany do składu Wojewódzkiej Komisji Kontroli Partyjnej przy Komitecie Wojewódzkim PZPR w Krośnie: w czerwcu 1981, 27 stycznia 1984. W latach 80. zasiadał w prezydium Wojewódzkiej Komisji Kontrolno-Rewizyjnej przy KW PZPR w Krośnie.
W 1990 był współorganizatorem struktur SdRP w Sanoku. W wyborach samorządowych 1994 oraz w wyborach samorządowych w 1998 bez powodzenia ubiegał się o mandat radnego Rady Miasta Sanoka startując z listy SLD. W 2002 wybrany przez powiatowe struktury SLD w Sanoku delegatem na Wojewódzką Konwencję Wyborczą partii w Rzeszowie. W wyborach samorządowych w 2002 z ramienia SLD-Unii Pracy uzyskał mandat radnego Rady Miasta Sanoka IV kadencji (2002–2006); później uzyskiwał reelekcję: w wyborach 2006 został radnym V kadencji (2006–2010), a w wyborach w 2010 radnym VI kadencji (2010–2014) – w obu przypadkach z listy Komitet Wyborców Wojciecha Blecharczyka. W kadencji 2010-2014 sprawował stanowisko przewodniczącego Rady Miasta. Bez powodzenia ubiegał się o mandat posła na Sejm RP w wyborach parlamentarnych w 2011, kandydując z listu SLD w okręgu krośnieńskim i otrzymując 1556 głosów.
Od 4 stycznia 2006 do maja 2007 pełnił funkcję prezesa zarządu Klubu Hokejowego Sanok. Później był dyrektorem KH Sanok.